# Helmholtz-Zentrum Dresden-Rossendorf
El Helmholtz-Zentrum Dresden-Rossendorf (HZDR) es un laboratorio de investigación con sede en Dresde. Lleva a cabo investigaciones en tres áreas de la Asociación Helmholtz: materiales, salud y energía. HZDR es miembro de la Asociación Helmholtz de Centros de Investigación Alemanes.

## Facilidades de investigación
HZDR opera múltiples instalaciones de investigación.
ELBE es un centro de fuentes de radiación de alta potencia y la instalación de investigación más grande del HZDR. Abarca un acelerador lineal de electrones superconductor para haces con alto brillo y baja emisión (ELBE) y dos FEL para los espectros de infrarrojo medio y lejano. Además, el haz de electrones suministra varios otros haces secundarios (rayos X cuasi monocromáticos, Bremsstrahlung polarizado, haces de neutrones pulsados y positrones monoenergéticos pulsados).
La fuente de aceleración láser Dresden (DRACO) del sistema láser 150 TW es parte del Centro ELBE de HZDR para fuentes de radiación de alta potencia.

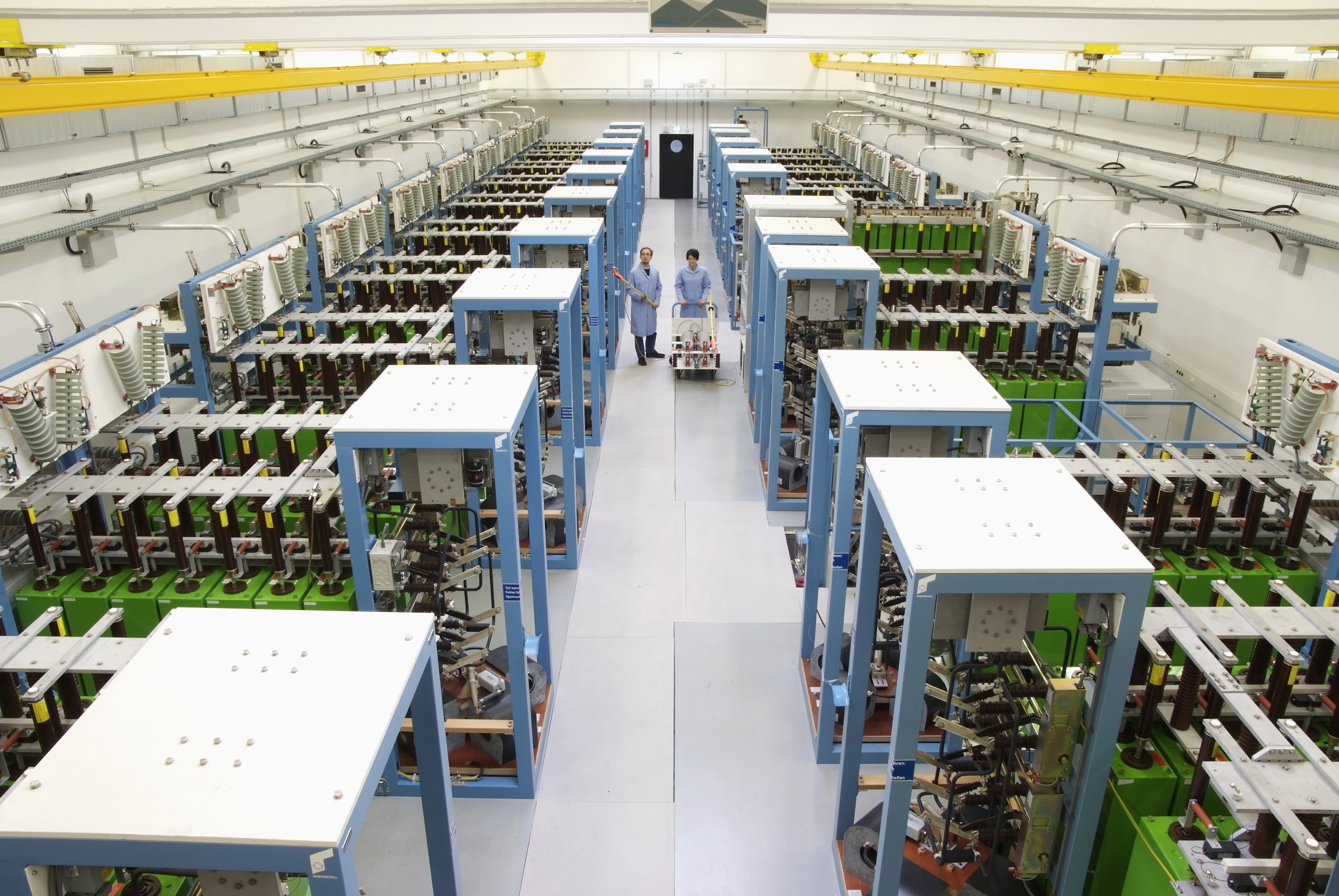
Laboratorio de alto campo magnético

El Laboratorio de campo magnético alto de Dresde tiene como objetivo ambicioso proporcionar 100 Tesla para la investigación de materiales. Sirve como un centro de investigación para proyectos internos y de clientes. El laboratorio se erigió en las cercanías de ELBE, que puede realizar experimentos magnetoópticos. Bajo el programa EuroMagNETII / EMFL, la UE financia el laboratorio como un centro internacional de usuarios.
HZDR opera un Centro de Ion Beam para la aplicación de haces de iones en la investigación de materiales. Las fuentes de iones y plasma generan iones de todas las especies a energías entre 10 eV y 50 MeV. El centro está financiado como una instalación de usuario por la UE.
ROBL, la línea de luz de Rossendorf en el ESRF en Grenoble / Francia, comprende dos instalaciones para la investigación de materiales y para experimentos radioquímicos. 
El Centro PET  funciona junto con Technische Universität Dresden y University Hospital Dresden. Los investigadores están desarrollando métodos de imágenes para el diagnóstico del cáncer, así como nuevos enfoques para el tratamiento del cáncer.
La instalación de prueba termohidráulica TOPFLOW investiga fenómenos estacionarios y transitorios en flujos de dos fases y desarrolla modelos derivados de códigos de dinámica de fluidos computacional (CFD). 
La instalación de DREsden Sodium para estudios DYNamo y termohidráulicos (DRESDYN) está diseñada como una plataforma tanto para experimentos a gran escala relacionados con geo y astrofísica como para experimentos relacionados con aspectos termohidráulicos y de seguridad de baterías de metal líquido y reactores rápidos de metal líquido. Sus proyectos más ambiciosos son una dinamo hidromagnética homogénea impulsada únicamente por la precesión y un gran experimento de tipo Taylor-Couette para la investigación combinada de la inestabilidad magnetorrotativa y la inestabilidad de Tayler.
- Datos: Q883545
- Multimedia: Helmholtz-Zentrum Dresden-Rossendorf / Q883545